# Celebración del Milenio

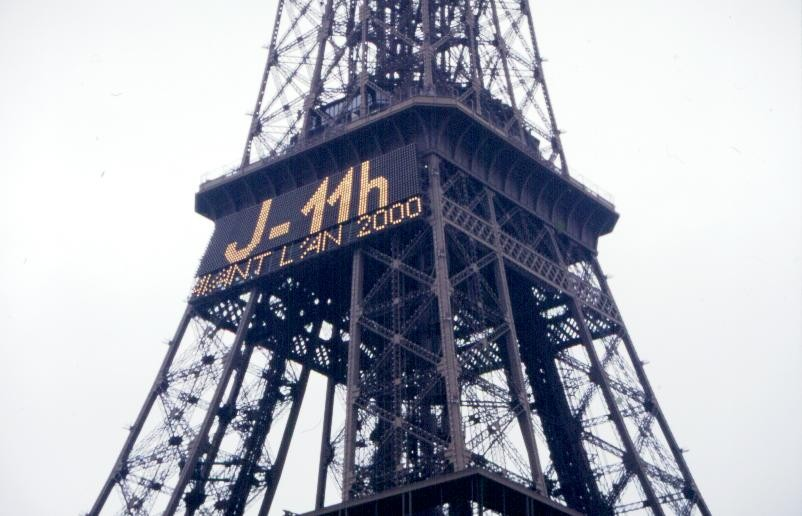
Conteo regresivo para el año 2000 (11 horas faltantes) en la Torre Eiffel en París

Las celebraciones del milenio fueron una serie mundial coordinada de eventos que celebraron el final de 1999 y el comienzo del año 2000 en el calendario gregoriano. Se celebraron como el final del Segundo Milenio de la era cristiana y el comienzo del Tercer Milenio.
Los países de todo el mundo celebraron festividades oficiales en las semanas y meses previos a la fecha, y la mayoría de las principales ciudades produjeron exposiciones de fuegos artificiales a la medianoche del 31 de diciembre. Del mismo modo, muchos lugares privados, centros culturales y religiosos celebraron eventos y se creó una amplia gama de souvenires conmemorativos.
Como con cada Nochevieja, muchos eventos se cronometraron con la llegada de la medianoche en la zona horaria de la ubicación. También hubo muchos eventos asociados con la madrugada del 1° de enero. Una emisión de televisión internacional llamada 2000 Today (El día del milenio) fue producida por un consorcio de 60 televisoras, mientras que un programa alternativo llamado Millennium Live fue cancelado dos días antes del evento.
Varios países en el Océano Pacífico, cerca de la Línea Internacional de Cambio de Fecha, argumentaron que fueron los primeros en ingresar al nuevo milenio. De manera diversa, las Islas Chatham, Nueva Zelanda, Tonga, Fiji y Kiribati presentaron reclamos sobre el estado, al mover la línea de fecha misma, la institución temporal del horario de verano y reclamar ser "primer territorio", "primera tierra", "primera tierra habitada" o "primera ciudad" para ver el año nuevo.